# Chrámec
Chrámec – wieś (obec) na Słowacji położona w kraju bańskobystrzyckim, w powiecie Rymawska Sobota. Pierwsze wzmianki o miejscowości pochodzą z roku 1246. 
Według danych z dnia 31 grudnia 2012, wieś zamieszkiwało 419 osób, w tym 216 kobiet i 203 mężczyzn.
W 2001 roku rozkład populacji względem narodowości i przynależności etnicznej wyglądał następująco:
- Słowacy – 11,59%
- Czesi – 2,02%
- Romowie – 19,9%
- Ukraińcy – 0,25%
- Węgrzy – 66,25%

Ze względu na wyznawaną religię struktura mieszkańców kształtowała się w 2001 roku następująco:
- Katolicy rzymscy – 60,2%
- Ewangelicy – 3,27%
- Ateiści – 3,02%
- Nie podano – 0,25%